# 2019年英國下議院議長選舉
2019年英國下議院議長選舉在11月4日舉行，以選出第159任英國下議院議長，最終林賽·霍伊爾在最後一輪投票的540票中奪得325票，成為新任議長。是次選舉乃因時任議長约翰·伯科在2019年9月9日宣布辭職並卸任下議院議員，其表示除非議會在10月31日前被解散，否則自己的辭職將會在10月31日會議結束後生效。一旦議會被解散的話，新議長將會在新會期首日上任。最終下議院在10月29日通過提前大選至同年12月12日，國會在議長選舉後兩日的11月6日被解散。不過，新議長林賽·霍伊爾會在11月8日主持英國青年議會的例行會議。

## 背景
2009年，時任下議院議長邁克爾·馬丁被指有份隱瞞國會開支醜聞，加上馬丁在議長席上猛烈抨擊外洩資料的《每日電訊報》，最終導致一批議員向議長發動史無前例的不信任动议。馬丁最終請辭，觸發議長選舉。白金漢議員白高漢擊敗9名候選人，包括在最後一輪投票以322票對271票，擊敗同屬保守黨的楊佐義，當選新任議長。
白高漢成功將議長職位更為融入現代社會，包括不再身穿法袍而是穿西裝，因而獲得了不錯聲譽。白高漢又與後座議員維持良好關係，容許更多的緊急質詢和讓後座更多參與議會事務，因此白高漢與政府經常不和，其中時任下議院領袖夏偉林在2015年大選後提出將議長選舉改為不記名投票，被後座議員抨擊是意圖推倒白高漢，最終動議遭到否決。
2010年、2015年和2017年大選後，白高漢都在無競爭下連任。2018年10月，有報道指白高漢向友人表達在翌年中旬卸任的意向，結束10年任期。當時白高漢被指控脅逼國會職員。2019年5月，白高漢押後請辭的決定，稱在國會激烈辯論脫歐議題期間「懸空議長席乃不明智」。 
白高漢與政府關係在2019年惡化。3月，白氏同意讓後座議員控制議事日程表並通過2019年歐洲聯盟（退出）法案，最終脫歐限期由同年三月押後至十月。後來後座議員重施故技並通過2019年歐洲聯盟（退出）（第二號）法案後，前下議院領袖利雅華在9月8日於《星期日邮报》專欄撰文，指控議長「公然濫用」國會程序，並歡迎白金漢的保守黨協會打破傳統，提名人選出戰下屆大選，對抗白高漢。
2019年9月9日，白高漢議長在休會前數小時，於議長席上發表聲明，宣布將會請辭。他表示若果國會在當晚通過提前大選，他將放棄在來屆大選競逐連任議員和議長；若非，他將會在10月31日會議結束後下台。白氏表示揀選10月31日為下台日，是為了盡可能減低對國會辯論女王演說的影響；另外，英國亦將於當日脫離歐盟（最終限期再被押後）。白高漢辭職時，國會與政府關係極其緊張。而議長選舉於大選前舉行，亦令在國會沒有有效多數控制權的莊漢生政府，不能選出溫和、親保守黨的議長。
11月4日，白高漢辭任下議院議員，同時卸任議長。

## 程序

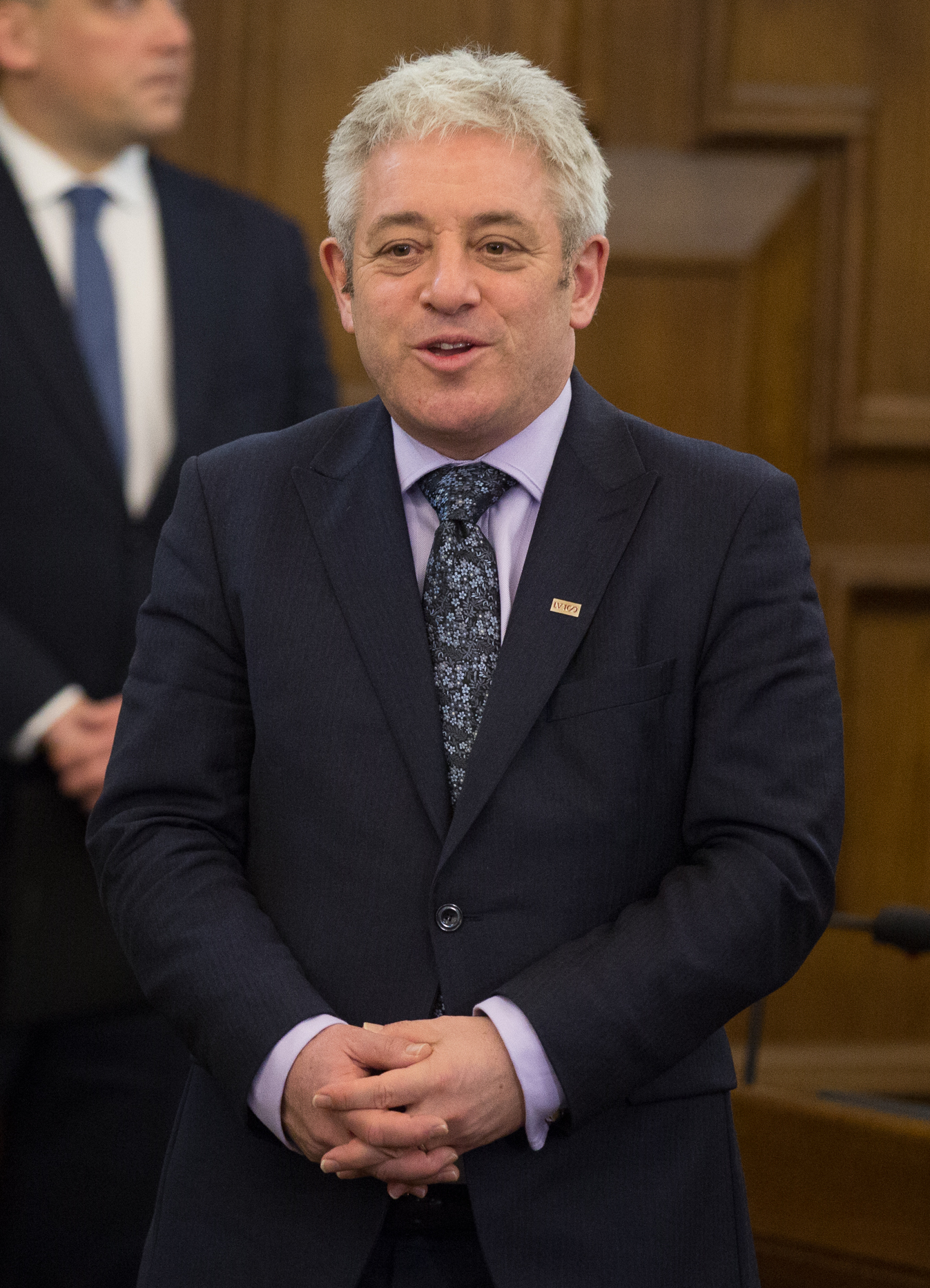
決定離任的議長白高漢

議長選舉程序乃根據在2001年訂下的下議院議事規則第一節而進行，議長候選人必須是現任議員，並需要獲得最少12名、最多15名議員的提名，其中至少3個提名是要來自非己方政黨。每位議員只可以提名一位候選人。選舉當日早上，所有提名連同候選人同意提名的聲明被送交下議院書記。下議院在下午2時30分召開會議，會議及選舉由院父、無黨籍的拉什克利夫議員祁淦禮主持。如果只有一名候選人競逐議長的話，議會將口頭表決是否同意該候選人自動當選，若有人提出反對則會進行實體表決。
是次選舉由七名候選人角逐，每人有五分鐘時間向下議院致辭。其後下議院將進行多輪絕對多數制的不記名投票，每位議員可以投一票，若沒有候選人獲得絕對多數的話，得票率超過5%的候選人將進入下一輪投票。投票將不斷重複，直至有候選人取得絕對多數。四輪投票過後，賀立紳得票率超越50%門檻。其後院父祁淦禮動議「林賽·霍伊爾爵士確實以議長身份主持本院」的議案，口頭表決下無人反對。其後，賀立紳按傳統被奈傑爾·埃文斯和卡罗琳·弗林特拉扯至議長席上，並發表就職演說。
由於女王伊利沙伯二世認為不適合親身到上議院，因此以國璽命令上議院委員（大法官羅伯特·巴克蘭、上議院領袖寶園的歐樂怡女男爵、納芙尼·德洛基亞、英格蘭及威爾斯首席法官伊戈爾·賈奇、安吉拉·史密斯）以女王身份，批准賀立紳成為新任議長，意味其正式上任。

## 候選人
隨著有報道指白高漢計劃在2019年下台後，數名潛在候選人獲得了媒體的注意。

### 宣布參選
- 克里斯·布萊恩特（工黨，朗達）[15]
- 夏雅雯（工黨，坎伯韋爾和佩卡姆）[16]
- 梅格·希利尔（英语：Meg Hillier） （工黨，南哈克尼和肖爾迪奇）[17]
- 林賽·霍伊爾（工黨，喬利）：副議長兼財政主席（英语：Chairman of Ways and Means）[18]
- 埃莉诺·莱恩（英语：Eleanor Laing）（保守黨，埃平森林）：副議長[19]
- 愛德華·李（保守黨， 蓋恩斯伯勒）[20]
- 罗茜·温特顿（英语：Rosie Winterton）（工黨， 中唐卡斯特）：副議長[21]

### 拒絕參選
- 皮特·威沙特（苏格兰民族党，珀斯和北珀斯郡）：曾公開表示有意競逐議長，但在白高漢請辭後放棄參選，決定專注處理蘇格蘭獨立運動[22]

### 提名前退選
- 亨利·貝林漢姆（保守黨，西北諾福克）[23]
- 沙利什·瓦拉（保守黨，西北劍橋郡）：改為支持賀立紳

### 獲提名人士
議長選舉候選人官方名單在11月4日早上公佈，下文列出各候選人獲得的下議員提名名單：
- 克里斯·布萊恩特：戴安娜·約翰遜（英语：Diana Johnson）、克里斯·希頓-哈里斯、菲利帕·惠特福德（英语：Philippa Whitford）、高文浩、約翰·麥克唐奈、沙巴娜·姆哈穆德、卡羅琳·盧卡斯（英语：Caroline Lucas）、露西安娜·伯格（英语：Luciana Berger）、格雷格·克拉克、霍莉·林奇（英语：Holly Lynch）、琳·布朗（英语：Lyn Brown）、比姆·阿夫拉米（英语：Bim Afolami）、伊恩·莫瑞、托馬斯·圖根達特、梅蘭妮·昂（英语：Melanie Onn）
- 夏雅雯：安德魯·米切爾、凱倫·巴克（英语：Karen Buck）、喬安娜·切裡（英语：Joanna Cherry）、芭芭拉·基利（英语：Barbara Keeley）、丹尼爾·澤茨尼、凱特·格林（英语：Kate Green）、珍妮特·達比（英语：Janet Daby）、西瑪·馬爾霍特拉（英语：Seema Malhotra）、艾米莉·索恩伯里、丹尼爾·考辛斯基、雷切爾·里夫斯（英语：Rachel Reeves）、妮基·摩根、大衛·拉米、克莉斯汀·賈丁、薩拉·沃拉斯頓（英语：Dr Sarah Wollaston）
- 梅格·希利尔（英语：Meg Hillier）：萊拉·莫蘭（英语：Layla Moran）、艾瑪·哈迪（英语：Emma Hardy）、柴萍恩、尼娅·格里菲斯、馬克·普里斯克、李·羅利（英语：Lee Rowley）、道格拉斯·查普曼（英语：Douglas Chapman (Scottish politician)）、安妮·瑪麗·莫里斯（英语：Anne Marie Morris）、西蒙·霍爾、伊恩·邁恩斯、麗莎·卡梅倫（英语：Lisa Cameron）、加雷斯·托馬斯、戴德·布洛克（英语：Deidre Brock）
- 林賽·霍伊爾：查爾斯·沃克、瑪麗昂·費洛斯（英语：Marion Fellows）、特蕾西·克劳奇、瑪莎·德·科爾多瓦（英语：Marsha De Cordova）、大衛·克勞比、瓊·瑞安（英语：Joan Ryan）、西瑪·肯尼迪（英语：Seema Kennedy）、寶蓮·萊瑟姆、凱文·瓊斯、羅傑·蓋爾、威廉·瓦拉格、克里斯·馬塞森、哈立德·馬哈茂德（英语：Khalid Mahmood (British politician)）、卡罗琳·弗林特、傑米·斯通（英语：Jamie Stone (politician)）
- 埃莉诺·莱恩（英语：Eleanor Laing）：玛利亚·米勒、斯圖爾特·麥克唐納、斯蒂芬妮·皮科克（英语：Stephanie Peacock）、喬弗利·克利夫頓-布朗、羅斯·湯姆森、安德里亞·詹金斯（英语：Andrea Jenkyns）、彭妮·莫当特、大衛·林登（英语：David Linden (politician)）、克里斯·葛瑞林、蒂姆·羅夫頓、傑克·布雷雷頓（英语：Jack Brereton）、霍理林、马克·哈珀、羅西·溫特頓（英语：Dame Rosie Winterton）、安妮·瑪麗·特雷維揚（英语：Anne-Marie Trevelyan）
- 愛德華·李：理查·培根、朱利安·劉易斯、奈傑爾·米爾斯、馬丁·維克斯、約翰·海斯、巴里·希爾曼、馬丁·多赫蒂-休斯、阿貝托·科斯塔、斯蒂芬·龐德（英语：Stephen Pound）、大衛·埃默斯、羅伯特·古德威爾、菲奧娜·布魯斯（英语：Fiona Bruce (politician)）、大衛·莫里斯、麥克·凱恩、格蘭特·戴維斯
- 罗茜·温特顿（英语：Rosie Winterton）：瑪麗·克里格（英语：Mary Creagh）、榮·阿什沃斯、彼得·凱爾、帕特里克·麦克洛林、阿利斯泰爾·卡邁克爾、埃莉諾·史密斯（英语：Eleanor Smith (politician)）、凱文·巴倫、莉茲·麥金尼斯（英语：Liz McInnes）、米姆斯·戴維斯（英语：Mims Davies）、埃莉诺·莱恩（英语：Dame Eleanor Laing）、湯米·謝潑德（英语：Tommy Sheppard）、約翰·格羅根（英语：John Grogan (politician)）、文立彬、伊恩·盧卡斯、湯姆·布雷克

## 民意調查
| 機構                         | 日期               | 訪問人數    | 克里斯·布萊恩特              | 亨利·貝林漢姆      | 夏雅雯      | 梅格·希利尔 | 林賽·霍伊爾 | 埃莉诺·莱恩 | 愛德華·李 | 沙利什·瓦拉 | 罗茜·温特顿 | 其他                                                                                  | 不知道 | 領先            |    |    |    |    |     |                 |
| ---------------------------- | ------------------ | ----------- | ---------------------------- | ------------------ | ----------- | ----------- | ----------- | ----------- | --------- | ----------- | ----------- | ------------------------------------------------------------------------------------- | ------ | --------------- | -- | -- | -- | -- | --- | --------------- |
| 機構                         | 日期               | 訪問人數    | YouGov（页面存档备份，存于） | 2019年10月9日-29日 | 101名下議員 | 13%         | 0%          | 7%          | 0%        | 50%         | 14%         | 其他                                                                                  | 不知道 | 領先            | 0% | 0% | 3% | 3% | 10% | 林賽·霍伊爾 36% |
| YouGov（页面存档备份，存于） | 2019年1月16日-28日 | 100名下議員 | 1%                           | 不適用             | 5%          | 不適用      | 35%         | 6%          | 不適用    | 不適用      | 不適用      | 5%其他彼得·博恩 2% '白高漢留任' 2% 格雷姆·布萊迪 1% 克里斯·威廉姆森 1% 弗農·克科爾 1% | 41%    | 林賽·霍伊爾 29% |    |    |    |    |     |                 |

## 結果
第一輪投票結果在當地時間下午4時15分公佈，第二輪在5時45分公佈，第三輪在晚上7時15分公佈。下議院最後在晚上8時公佈第四輪投票的結果，宣布賀立紳當選。
| 候選人       | 候選人          | 第一輪投票 | 第一輪投票 | 第二輪投票 | 第二輪投票 | 第二輪投票 | 第三輪投票 | 第三輪投票 | 第三輪投票 | 第四輪投票 | 第四輪投票 | 第四輪投票 |
| 候選人       | 候選人          | 得票       | %          | 得票       | %          | 變動       | 得票       | %          | 變動       | 得票       | %          | 變動       |
| ------------ | --------------- | ---------- | ---------- | ---------- | ---------- | ---------- | ---------- | ---------- | ---------- | ---------- | ---------- | ---------- |
|              | 林賽·霍伊爾     | 211        | 37.5       | 244        | 42.4       | +33        | 267        | 47.3       | +23        | 325        | 60.2       | +58        |
|              | 克里斯·布萊恩特 | 98         | 17.4       | 120        | 20.9       | +22        | 169        | 29.9       | +49        | 213        | 39.4       | +44        |
|              | 埃莉诺·莱恩     | 113        | 20.1       | 122        | 21.2       | +9         | 127        | 22.5       | +5         | 被淘汰     | 被淘汰     | 被淘汰     |
|              | 夏雅雯          | 72         | 12.8       | 59         | 10.3       | –13        | 退選       | 退選       | 退選       | 退選       | 退選       | 退選       |
|              | 罗茜·温特顿     | 46         | 8.2        | 30         | 5.2        | –16        | 被淘汰     | 被淘汰     | 被淘汰     | 被淘汰     | 被淘汰     | 被淘汰     |
|              | 愛德華·李       | 12         | 2.1        | 被淘汰     | 被淘汰     | 被淘汰     | 被淘汰     | 被淘汰     | 被淘汰     | 被淘汰     | 被淘汰     | 被淘汰     |
|              | 梅格·希利尔     | 10         | 1.8        | 被淘汰     | 被淘汰     | 被淘汰     | 被淘汰     | 被淘汰     | 被淘汰     | 被淘汰     | 被淘汰     | 被淘汰     |
| 廢票／無效票 | 廢票／無效票    | 0          | 0.0        | 0          | 0.0        | ±0         | 2          | 0.4        | +2         | 2          | 0.4        | ±0         |
| 投票率       | 投票率          | 562        | 87.8       | 575        | 89.8       | +13        | 565        | 88.3       | –10        | 540        | 84.4       | –25        |

## 備註
1. ↑  舉行選舉時，下議院一共有650個議席，其中2席懸空（約翰·曼、白高漢），7名議員不參與國會會議（新芬黨），1名議員被停職（基斯·瓦斯），因此投票率的基數為640名議員。